# Szabó Tünde Petra
Szabó Tünde Petra született Petru (Nagyvárad, 1980. április 6. –) erdélyi magyar matematikus, egyetemi oktató.

## Élete
A nagyváradi Ady Endre Líceumban érettségizett 1998-ban. 2003-ban elvégezte a kolozsvári Babeș–Bolyai Tudományegyetem matematika szakát. 2004-ben mesteri fokozatot szerzett ugyanott. 2009-ben doktorált fixponttételek tematikából. A Babeş–Bolyai Tudományegyetem
Közgazdaság- és Gazdálkodástudományi Karán oktat 2003-tól, előbb betanítóként, majd 2005-től gyakornokként, 2007-től tanársegédként, 2009-től adjunktusként, 2014-től docensként.

## Munkássága
Kutatási területei: fixponttéttelek, gazdasági és pénzügyi matematika, valós és komplex analízis.

### Könyvei
- Elemente de algebră liniară, analiza matematică şi teoria probabilităţilor (társszerző), Editura Mediamira, Cluj-Napoca, 2009.
- Analiză matematică, teoria probabilităţilor şi algebră liniară aplicate în economie (társszerző), Editura Mediamira, Cluj-Napoca, 2008.
- Monotorizarea globală a antreprenoriatului. Raportul de ţară al României (társszerző), 2007, Cluj-Napoca, Ábel Kiadó, Kolozsvár 2008.
- Analiză matematică şi teoria probabilităţilor aplicate în economie (társszerző), ediţia a II-a, TODESCO, Cluj-Napoca, 2006. ISBN 973-7695-14-3
- Analiză matematică şi teoria probabilităţilor aplicate în economie (társszerző), TODESCO, Cluj-Napoca, 2005. ISBN 973-8198-99-2.
- Entrepreneurship and Economic Growth din 28-29 Martie 2008., Cluj-Napoca (társszerkesztő) Ábel Kiadó, Kolozsvár, 2008. ISBN 978-973-114-061-2

### Szakcikkei (válogatás)
- Petru Tünde Petra, Boriceanu Monica: Fixed point results for generalized phi–contraction on a set with two metrics, Topological Methods in Nonlinear Analysis, vol. 33 (2009) 315–326.
- Petru Tünde Petra: Fixed point theorems for Kikkawa-Suzuki type multivalued operators in gauge spaces, Carpathian J. Math., vol. 24, no.3 (2008) 386–391.
- Petru Tünde Petra: Fixed points for directional contractions, Fixed Point Theory, vol. 9, no.1 (2008) 221–225.
- Filip Alexandru-Darius, Petru Tünde Petra: Fixed point theorems for multivalued weak contractions, Studia Univ. Babeş-Bolyai, Mathematica, 54, 3 (2009) 33–40.